# Khunyang Chhish
Le Khunyang Chhish est le vingt-et-unième plus haut sommet de la Terre. Il se situe dans le Hispar Muztagh dans la région du Karakoram (Pakistan).

## Toponymie
Le nom Khunyang Chhish est d'origine tibéraine. Il est également orthographié Kunyang Chhish, Kunyang Kish, Khiangyang Kish ou Kyangyang Chhish.

## Ascensions
- 1962 - Première tentative, pakistano-britannique, par l'arête sud. Accident mortel à 6 000 mètres (deux victimes dans une avalanche).
- 1965 - Expédition japonaise, dirigée par Hirotsugi Shiraki, par l'arête sud. Accident mortel à 7 200 mètres (une victime à la suite d'une rupture de corniche).
- 1971 - Treize alpinistes polonais menés par Andrzej Maria Zawada s'attaquent à la face sud. Accident mortel (une victime tombée dans une crevasse). Quatre alpinistes au sommet le 26 août vers 8 heures[1].
- 19 juillet 2013 - Une équipe austro-suisse atteint le sommet Est culminant à 7 400 m[1].
- Le sommet Ouest de 7 350 m d'altitude reste toutefois invaincu[1]. Il s'agit du deuxième plus haut sommet vierge, après le Gangkhar Puensum (7 570 m), au Bhoutan, dont l'ascension est interdite.